# Bengt Jahnsson
Bengt Jahnsson, född 11 juni 1928 i Uppsala, död 7 december 1991 i Oscars församling i Stockholm, var en svensk teaterkritiker, skönlitterär prosaförfattare och poet.

## Biografi
Bengt Jahnsson blev filosofie magister vid Uppsala universitet 1956. Han debuterade både som poet och som novellist 1955. År 1960 erhöll han pris ur Albert Bonniers stipendiefond för yngre och nyare författare.
Från 1964 och fram till sin död skrev Bengt Jahnsson teaterkritik i Dagens Nyheter. Hans känslosamma och stilistiskt drivna stil blev ofta kontroversiell. Han blev omtalad för att Ingmar Bergman misshandlade honom 1969. Ingmar Bergman dömdes till 5000 kronor i böter. Kännetecknande för honom som skribent var att han identifierade sig som underdog och alltid tog ställning för den svagare. Jahnsson är begravd på Uppsala gamla kyrkogård.

## Lyrik
- Dikter till Wäxiö (1955)
- Hamlet och Ofelia : Dikter om kärlek (1957)
- Döden växer som ett barn (1960)
- Rättvisans sol (1962)
- Reserverade platser (1965)
- Trösklar brinner nakna (1972)
- Dikter för sig själva (1979)
- Kung för en dag (1986)

## Prosa
- Sagor om hovet (1955)
- Porträtt av idealister (1958)
- Gullivers sjätte resa (1960)
- Att vara sig själv (1963)
- Prinsen & tiggarpresidenten. Fritt efter det mesta samt Mark Twain (1969)
- Devina justitia (1976)